# Crossandra albolineata
Crossandra albolineata är en akantusväxtart som beskrevs av Raymond Benoist. Crossandra albolineata ingår i släktet Crossandra och familjen akantusväxter. Inga underarter finns listade i Catalogue of Life.